# Maison Fonseca
La maison Fonseca est un édifice situé sur le Paseo de Colón dans la ville de Pontevedra, en Espagne. C'est l'un des bâtiments historiques les plus impressionnants de la ville, qui se distingue par son architecture néo-classique et par deux sphinx de pierre et deux grands palmiers des Canaries qui flanquent son entrée. Elle est actuellement le siège des archives historiques de la province de Pontevedra.

## Historique
La construction du bâtiment a commencé en 1909 et a été achevé en 1910. Il a été commandé par Eulogio Fonseca, un des riches hommes d'affaires de Pontevedra du début du XXe siècle, à qui la scierie ou les bains encore présents sur les anciennes photographies de A Moureira donnaient prestige et argent. En 1910, il était le siège de la plus importante loge maçonnique de la ville. Dans la salle noble, juste derrière le frontispice, les membres de la loge « Marc-Aurèle » liés à la fois à la franc-maçonnerie et à la théosophie se réunissaient. La maison avait un grand domaine à l'arrière qui atteignait le restaurant El Castaño.
Eulogio Fonseca a vécu dans la maison, connue sous le nom de La Dorica, jusqu'à sa mort en 1924. La maison a été héritée par son fils Luis Fonseca y Quintairos qui, en 1926, a déménagé pour y vivre et la maison est devenue un point de rencontre de la société de l'époque. La maison a ensuite été vendue pour deux millions de pesetas en raison de son entretien coûteux.
En 1955, le bâtiment a été acquis par le ministère de l'éducation nationale pour abriter les archives historiques provinciales et la bibliothèque publique depuis 1960. Il a été rénové par le ministère de la culture entre 1993 et 1996 et aujourd'hui, il n'est plus que le siège des archives historiques provinciales de Pontevedra. Les archives historiques provinciales de Pontevedra ont été déclarées bien d'intérêt culturel en 1985. La maison abrite près de 9 kilomètres de documents.

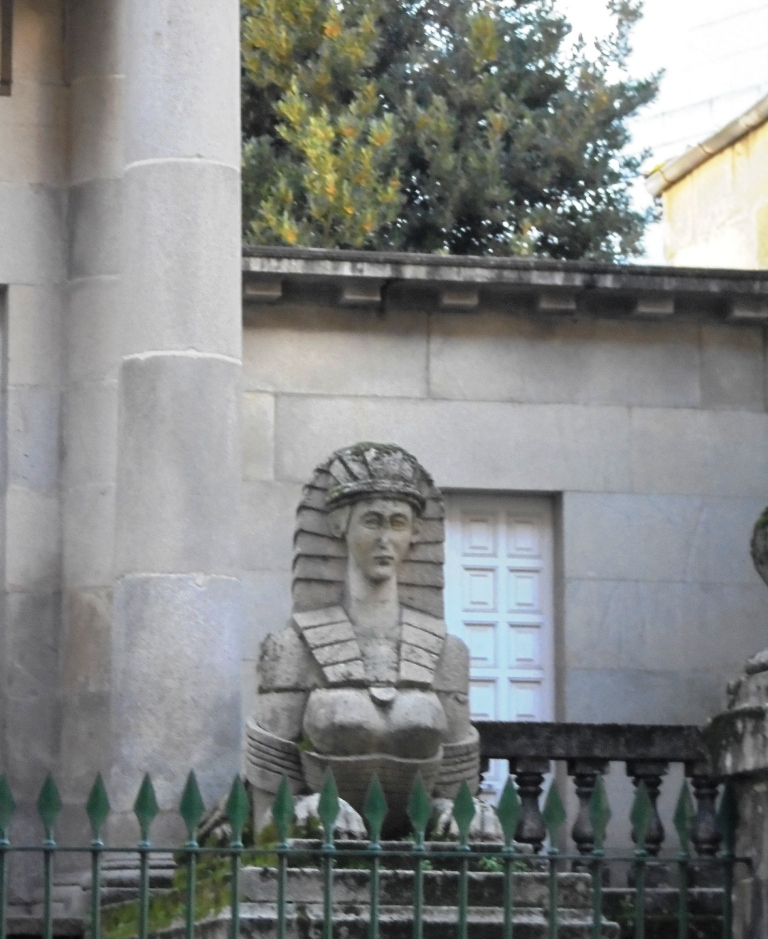
L'un des sphinx qui encadrent la façade

## Description
C'est un grand exemple de style néoclassique sobre et élégant. Depuis le Cours Colón on accède au bâtiment par un escalier en pierre, de chaque côté duquel se trouvent deux sphinx à la tête et à la poitrine d'une femme et au corps et aux pieds d'un lion qui gardent l'entrée. Avec des réminiscences d'éclectisme et d'historicisme, une étrange conjonction de formes et d'éléments peut être observée dans le bâtiment.
Quant à la composition architecturale du bâtiment, il représente l'atrium d'un temple typique de l'ordre classique. La façade est néoclassique, avec un grand portique de huit colonnes romaines toscanes, dans le style d'un temple romain, qui soutient un grand fronton ouvert par une fenêtre en plein cintre. Sur le fronton cette fenêtre semi-circulaire est une référence claire à l'Œil de la Providence, connu sous le nom de Œil omniscient, un symbole de la franc-maçonnerie. Au sommet, et de chaque côté du fronton, la façade est complétée par deux griffons ailés, qui lui donnent un air français ou napoléonien. Les sphinx, griffons et colonnes en granit font référence à des figures mythologiques protégeant des lieux et des espaces de sagesse. Le bâtiment se compose de deux étages et d'une mansarde, dans les pièces duquel se distingue la salle noble située derrière le frontispice. La structure de la salle à fenêtre semi-circulaire indique qu'il s'agissait d'un lieu de réunions et de rites maçonniques dans la ville. Elle possède une sorte de retable avec une balustrade qui la préside.
De chaque côté de l'entrée du bâtiment se trouve un sphinx d'influence égyptienne accompagné de grands palmiers qui encadrent l'escalier et le portique d'entrée classique. Le bâtiment a été érigé à l'imitation d'un temple classique, comme l'église de la Madeleine à Paris ou le Capitole à Washington. Il possède tous les éléments de cette période : un grand escalier d'entrée, une colonnade sur la façade d'ordre toscan qui soutient un entablement qui sert de support à un fronton triangulaire.